# تيد غاري
تيد غاري (بالإنجليزية: Ted Garry)‏ (7 مارس 1885 في المملكة المتحدة - 28 مايو 1955 بدربي في المملكة المتحدة) هو مدرب كرة قدم ولاعب كرة قدم بريطاني (وحمل سابقاً جنسية المملكة المتحدة لبريطانيا العظمى وأيرلندا) في مركز الوسط. لعب مع برادفورد سيتي وديربي كاونتي ونادي دمبرتون ونادي سلتيك ونادي ستنهاوسموير وGalston F.C. ‏ ونادي آير يونايتد.